# الأساس الصيدلاني للعلاجات لغودمان وجيلمان

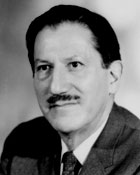
لويس غودمان

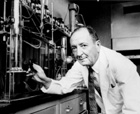
ألفرد جيلمان الأب

كتاب الأساس الصيدلاني للعلاجات لغودمان وجيلمان (بالإنجليزية: Goodman & Gilman's The Pharmacological Basis of Therapeutics)‏ هو واحد من أهم الكتب في العالم في علم الصيدلة. صدرت طبعته الأولى عام 1941 وآخر نسخة حالية هي الطبعة الثانية عشر صدرت عام 2011. المهتممون بمطالعة الكتاب هم الأطباء والصيدلة ومختصوا العلاجات والعلوم المتلقة الأخرى.
تسمية الكتاب تحمل اسمي اولى مؤلفين له وهما لويس غودمان وألفرد جيلمان الأب من مدرسة طب جامعة ييل.
الطبعة العاشرة حملت اسم ألفريد جيلمان الابن بصفته محرراً مساهماً.